# Fred Grandy

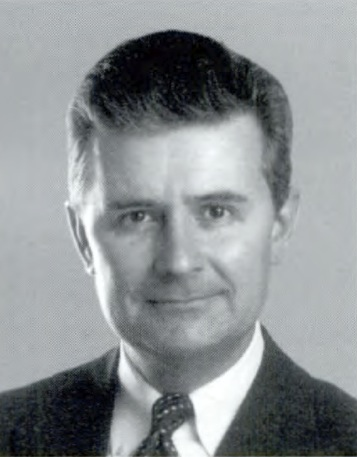
Fred Grandy (1993)

Frederick Lawrence „Fred“ Grandy (* 29. Juni 1948 in Sioux City, Iowa) ist ein US-amerikanischer Schauspieler und Politiker. Als Republikaner vertrat Grandy den Bundesstaat Iowa von 1987 bis 1995 im Repräsentantenhaus der Vereinigten Staaten.

## Leben
Fred Grandy besuchte die öffentlichen Schulen seiner Heimat und danach bis 1966 die Phillips Exeter Academy. Daran schloss sich bis 1970 ein Studium an der Harvard University an. Danach arbeitete er für kurze Zeit für den Kongressabgeordneten Wiley Mayne. Zwischen 1971 und 1986 war er ein in den Vereinigten Staaten bekannter Fernsehschauspieler. Dabei gehörte er von 1976 bis 1986 in der Rolle des „Gopher Smith“ zum festen Ensemble der auch in Deutschland ausgestrahlten Serie Love Boat. Er spielte zudem Gastrollen in Serien wie Quincy, Drei Engel für Charlie, Fantasy Island und Cagney & Lacey.
In den 1980er-Jahren schlug Grandy als Mitglied der Republikanischen Partei eine politische Laufbahn ein. Bei den Kongresswahlen des Jahres 1986 wurde er im sechsten Wahlbezirk von Iowa in das US-Repräsentantenhaus in Washington, D.C. gewählt. Dort trat er am 3. Januar 1987 die Nachfolge von Berkley Bedell von der Demokratischen Partei an. Nach einigen Wiederwahlen vertrat er seinen Distrikt bis zu dessen Auflösung im Jahr 1993. Im Jahr 1992 wurde er als Nachfolger von Jim Ross Lightfoot im fünften Bezirk von Iowa in den Kongress gewählt. Im Jahr 1994 verzichtete er auf eine weitere Kandidatur. Stattdessen bewarb er sich erfolglos um das Amt des Gouverneurs von Iowa: In der Primary seiner Partei verlor er knapp gegen Amtsinhaber Terry Branstad. Während Grandys Zeit im US-Repräsentantenhaus wurde dort der 27. Verfassungszusatz beraten und verabschiedet.
Zwischen 1995 und 2000 war Fred Grandy Präsident und CEO der Goodwill Industries. Außerdem wurde er politischer Radiokommentator. Bis heute arbeitet er im Radio- und Fernsehgeschäft.

## Filmografie
- 1973: Wo die Liebe hinfällt (Love, American Style, Fernsehserie, Folge 5x03)
- 1973: The Girl Most Likely to… (Fernsehfilm)
- 1973–1974: Maude (Fernsehserie, 7 Folgen)
- 1974: The Fireman's Ball (Fernsehfilm)
- 1975: Mary Tyler Moore (The Mary Tyler Moore Show, Fernsehserie, Folge 5x22)
- 1975: Frankensteins Todesrennen (Death Race 2000)
- 1975: Phyllis (Fernsehserie, Folge 1x07)
- 1975–1976: Doc (Fernsehserie, 2 Folgen)
- 1976: The Great NBC Smilin' Saturday Mornin' Parade (Fernsehfilm)
- 1976: Monster Squad (Fernsehserie, 13 Folgen)
- 1977: The Love Boat II (Fernsehfilm)
- 1977: Quincy (Fernsehserie, Folge 2x03)
- 1977: Welcome Back, Kotter (Welcome Back, Fernsehserie, Folge 2x21)
- 1977: Duffy (Fernsehfilm)
- 1977: Fernwood 2 Night (Fernsehserie, Folge 1x29)
- 1977: The Lincoln Conspiracy
- 1977–1986: Love Boat (The Love Boat, Fernsehserie, 246 Folgen)
- 1978–1979: Fantasy Island (Fernsehserie, 3 Folgen)
- 1979: Blind Ambition (Miniserie, 4 Folgen)
- 1979: Drei Engel für Charlie (Charlie’s Angels, Fernsehserie, Folge 4x01 Abenteuer in der Karibik)
- 1983: Matt Houston (Fernsehserie, Folge 1x19)
- 1984: Cagney & Lacey (Fernsehserie, Folge 3x01)
- 2003: Law & Order (Fernsehserie, Folge 13x15)
- 2014–2017: The Mindy Project (Fernsehserie, 9 Folgen)
- 2017: General Hospital (Fernsehserie, 2 Folgen)
- 2017: Great News (Fernsehserie, Folge 2x04)
- 2018: Knight Squad (Fernsehserie, Folge 1x03)
- 2019: Fresh Off the Boat (Fernsehserie, Folge 5x10)
- 2019: Play the Flute